# 東大寺献物帳

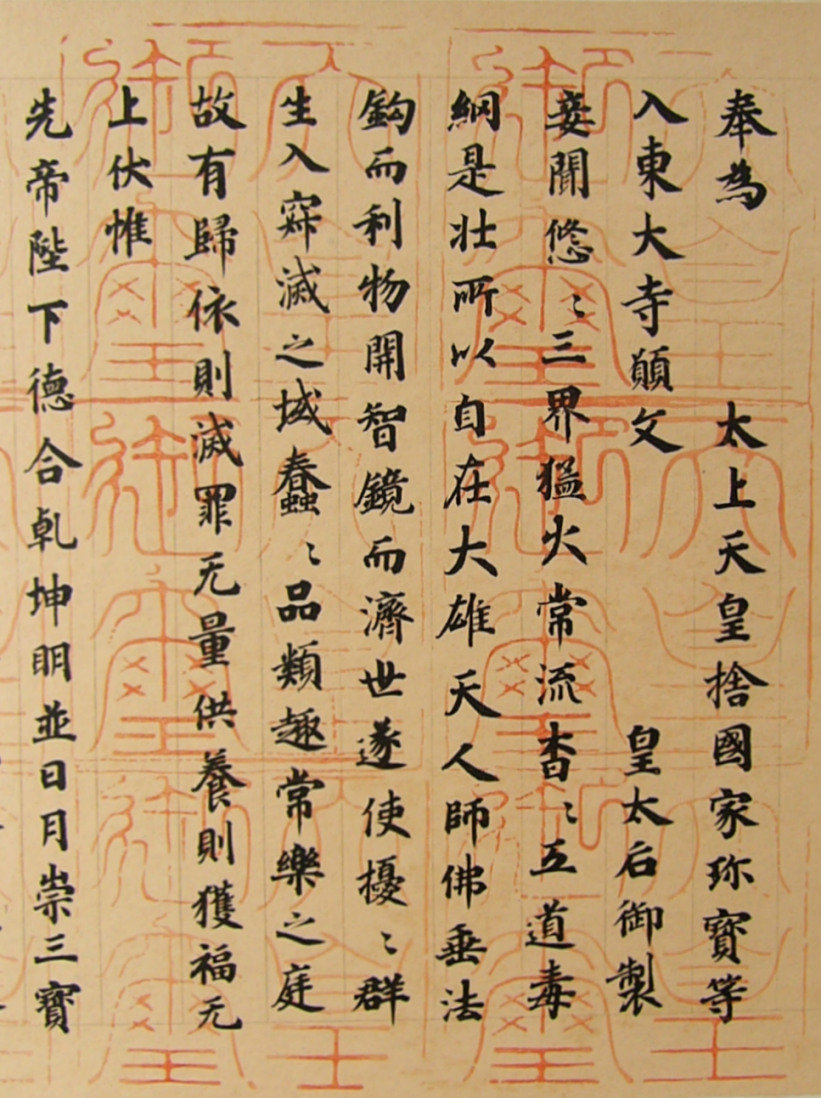
『国家珍宝帳』冒頭

東大寺献物帳（とうだいじけんもつちょう）は聖武天皇の菩提を弔うなどの目的で光明皇后（当時は皇太后）が東大寺に奉献した宝物の目録である。東大寺献物帳は5通あり、それぞれ『国家珍宝帳』『種々薬帳』『屏風花氈等帳』『大小王真跡帳』『藤原公真跡屏風帳』と通称される。東大寺献物帳は単なる目録に留まらず、正倉院宝物の来歴や用いられた技法などを記した貴重な記録であり、またそれ自体が宝物である。

## 概要

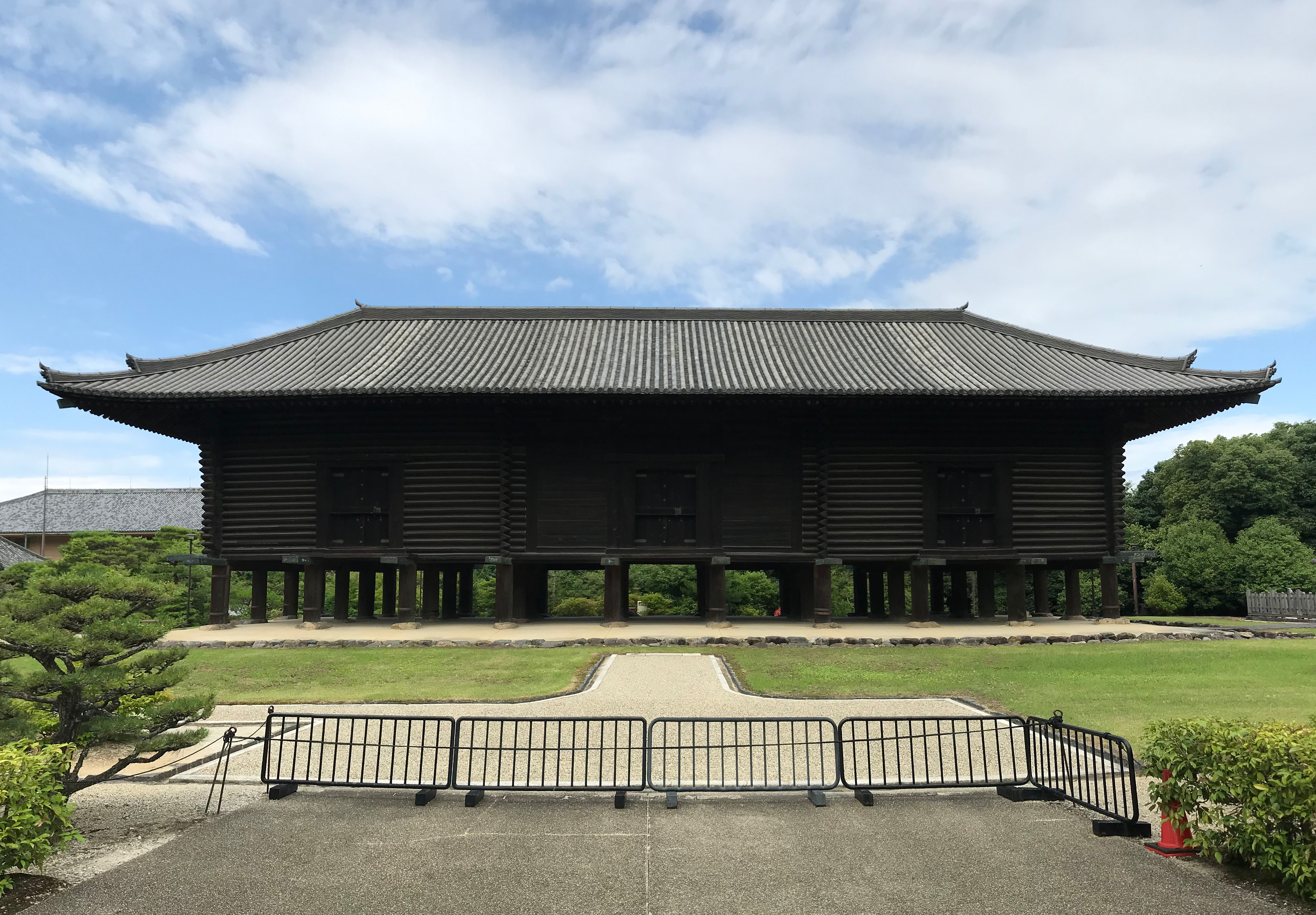
正倉院正倉　右手が北倉

天平勝宝8歳（756年）6月21日に聖武天皇の七七忌の法要を興福寺で執り行い、聖武天皇所縁の宝物を東大寺以下18ヵ寺に献納した。このうち東大寺盧舎那仏に献納した宝物の目録が『国家珍宝帳』で、同時に納めた朝廷の高貴薬の目録が『種々薬帳』である。さらに、なおも手元に残っていた宝物を同年7月17日の勅により再調査し、それを同年7月26日に追加奉納した。この目録が『屏風花氈等帳』である。
聖武天皇の崩御からおよそ2年たった天平宝字2年（758年）6月1日には、書一巻が目録『大小王真跡帳』と共に献納され、同年10月1日にはさらに屏風2帖と目録『藤原公真跡屏風帳』が献納された。この2点については他の献納とやや趣が異なるとされ、「先帝の玩好」「妾の珍財」と記されていることから一対の献納とする説もある。
以上の目録が東大寺献物帳であるが、記載された宝物の総数は七百数十点にのぼり、東大寺献物帳と共に正倉院の北倉に納められていた。また、後世に正倉院に納められた宝物と区別して東大寺献物帳に記載された宝物を「帳内御物」と呼ぶ。正倉院宝物と東大寺献物帳は実物と記録が揃って現存している稀有な例であり、東大寺献物帳が宝物の歴史的・文化的な価値を高めていると言える。

## 総論

### 名称について
『東大寺献物帳』という名称は、『国家珍宝帳』と『屏風花氈等帳』に記された外題に依っているが、他の3通にはそのような記載はない。しかし、
1. 『種々薬帳』は『国家珍宝帳』と同日に作成され署名者も同一であることから一組であると考えられ、『大小王真跡帳』と『藤原公真跡屏風帳』には冒頭に「献東大寺」と記されている。
2. 延暦6年（787年）の『曝涼使解』では5通を「記書五巻」と一括して記す。
3. 延暦6年（787年）の『東大寺使解』では「宝物の点検で疑問があれば献物帳を確認すること」と記したうえで、点検された宝物が東大寺献物帳の記載と一致する。

以上などから、5通を一括して東大寺献物帳としている。
また、各文書の通称は大正時代に作成された『正倉院御物目録』に記載されたもので、宝物番号などとの対応表は下記のようになる。
| 通称             | 正倉院宝物番号 | 別名                           | 延暦6年『曝涼使解』記載の名称 |
| ---------------- | -------------- | ------------------------------ | ----------------------------- |
| 国家珍宝帳       | 北倉158        | 天平勝宝八歳六月二十一日献物帳 | 珍宝記                        |
| 種々薬帳         | 北倉158        | 天平勝宝八歳六月二十一日献物帳 | 種々薬記                      |
| 屏風花氈等帳     | 北倉159        | 天平勝宝八歳七月二十六日献物帳 | 書屏風并氈等記                |
| 大小王真跡帳     | 北倉160        | 天平宝字二年六月一日献物帳     | 大小王真跡記                  |
| 藤原公真跡屏風帳 | 北倉161        | 天平宝字二年十月一日献物帳     | 書屏風記                      |

### 献納事業の経緯
献納事業については『東大寺献物帳』に『法隆寺献物帳』を加えた6通の献物帳にある文面などから様々な考察が行われている。
まず、献納事業は『法隆寺献物帳』にある「金光明寺等十八寺」の文言から同事業が東大寺以下18ヵ寺に行われたことがわかる。しかし『法隆寺献物帳』に「7月8日の勅令により」とあることから、5通ある東大寺献物帳のいずれがこれに該当するかについて説が分かれている。
1. 『国家珍宝帳』と『法隆寺献物帳』の願文、署名者、筆跡に共通点が多く、一連の作業で作られたとする説
2. 7月8日勅での献納には、それ以前に献納されている『国家珍宝帳』（6月21日献納）は該当せず、法隆寺と同時に献納が行われたのは『屏風花氈等帳』であるとする説
3. 『屏風花氈等帳』は「7月17日の勅により」と書かれていることからこれも該当せず、金光明寺は東大寺と別寺院とする説

なお献物帳が残されている東大寺と法隆寺以外で献納が行われた寺は、弘福寺の資財帳にある「御帯等施入勅書一巻勝宝八年」の記載が該当すると指摘されるのみで他は不明である。
次に献納事業の主体が誰であったかについてである。献納事業が光明皇后の強い意向のもとで行われたことは『国家珍宝帳』に「皇太后御製」とあることから疑いはない。和田軍一は献納の動機について「光明皇后の個人的な愛情に発するところが大きく、先帝の冥福の祈願とご遺品の永久保存にあった」としている。しかし『屏風花氈等帳』『大小王真跡帳』『法隆寺献物帳』にある「勅」の解釈については議論がある。
1. 勅を下せたのは天皇のみであるから『屏風花氈等帳』『大小王真跡帳』『法隆寺献物帳』の事業主体は孝謙天皇で、それ以外は光明皇后とする説
2. すべて光明皇后が主体で、光明皇后の令旨が孝謙天皇の勅の形式で発せられたとする説
3. 事業を監督していたと思われる紫微中台[注釈 3]の職務に「居中奉勅」とあることから、光明皇后に勅を発する権限があったとする説

また、献物帳作成の目的について、随所に藤原氏との結びつきを強調する部分があることから、藤原氏と皇室の結びつきを示すためとする説もある。

### 用紙について
5通の献物帳にはいずれも最高級の料紙が使用されているが、『屏風花氈等帳』『大小王真跡帳』はやや色が異なっている。明治期に整理された『正倉院御物目録』では、『国家珍宝帳』『種々薬帳』『藤原公真跡屏風帳』に使用された紙を白麻紙、『屏風花氈等帳』は緑麻紙、『大小王真跡帳』は碧麻紙と命名した。昭和期に紙の調査が行われたが、現代の麻紙とは異なるもので国産か舶来かについても調査員で意見が分かれた。
紙面は麻紙を貼り継いで軸に巻いて巻物に仕立てられている。また献物帳を特徴づけているのは、紙面全体に捺された天皇玉璽である。これに用いられた朱肉は鉛丹と水銀朱の混合である。

## 国家珍宝帳
国家珍宝帳（こっかちんぽうちょう）は天平勝宝8歳（756年）6月21日に東大寺に納めた聖武天皇所縁の宝物の目録であり、記載された宝物は六百数十点にのぼる。通称は願文にある「国家の珍宝等を捨す」に由来する。
本紙18張を貼り継いでおり、縦25.9cm、全長は1474cmで軸端に撥型の白檀をあしらった軸に巻かれている。紙面には隙間なく天皇玉璽が捺され、総数は490顆に及ぶ。記された願文は吉備真備によるともいわれ、書誌学者の神田喜一郎は「奈良時代を代表する名文であり、書も欧陽詢の風格を備える名蹟である」と評した。冒頭の願文では聖武天皇の徳を称え往生を望むことが記され、続く宝物リストの筆頭に袈裟を記載する。さらに天武天皇・光明皇后にとって特別な宝物、儀仗など公的目的で使用された品々が続き、リストの最後に天武天皇・光明皇后が身辺で使用した品々が記され、巻末は光明皇后の哀悼を示す願文で結ばれている。

### 除物
国家珍宝帳には数多くの付箋が貼り付けられている。その多くが品名や数量などの訂正や注記であるが、「除物」（のけもの）と記された付箋が７か所に貼られている。この付箋は正倉から持ち出したという意味で、貼り付けたのは光明皇后であるとする説が主流である。また、除物について従前はネガティブなイメージがあったが、2010年（平成22年）に陽宝劔と陰宝劔が再発見されたことから、「宝物をあるべき場所に復した」と解釈とする説もある。

### 切断した痕跡
前述のように国家珍宝帳は複数の紙を貼り継いでいるが、第1紙と第2紙の間に切断したうえで再接続した痕跡がある。この痕跡について栗原治夫は、第1紙と第2紙の幅が他の紙に比べて短くなっていることから一部が切除されたとし、切除された長さは玉璽2つ分で礼服礼冠の項があったと推測した。また北啓太は第1紙を差し替えた可能性を指摘している。

## 種々薬帳
種々薬帳（しゅじゅやくちょう）は天平勝宝8歳（756年）6月21日に東大寺に納めた朝廷の高貴薬60種とそれを納めた21架の櫃が記された目録である。通称は冒頭にある「奉盧舎那仏種々薬」に由来する。
本紙3張を貼りついでおり、縦26cm、全長は210cmで、軸端に撥型の白檀をあしらった軸に巻かれている。紙面に捺された天皇玉璽の総数は45顆に及ぶ。また、外題には「種々薬□□帳」とある。筆跡から筆を執ったのは2名と考えられている。末尾の署名部分については『国家珍宝帳』と同一人物、それ以外の書について神田は「柔らかく優美で、一時代前の書法を習った名人によるもの」としている。巻末の願文には聖武天皇への追悼の言葉はなく「種々薬を堂内に安置し盧舎那仏に供養する」としたうえで「病に苦しむ者があれば、僧綱の許しを得て用いても良い」と記されており、実際に持ち出された記録もある。この事から元々は勅封ではなく綱封であったか、もしくは当時の勅封がさほど厳格ではなかった可能性がある。また、他の献物帳と異なる位置づけであったという説もある。
種々薬帳の作成は署名のある5名の役人とは別に薬学に明るい人物が携わっていたと考えられ、聖武天皇・光明皇后の信頼が厚く藤原宮子の看病禅師を務めた鑑真が関わった可能性が指摘されている。

### 記載された薬物
記載された薬物は植物性、動物性のほか、鉱物性や化石由来のものなどが含まれる。鉱物・金属由来のものが少なくないのは道教の影響とみられ、種々薬帳の源流をたどると『神農本草経』に行き着くと考えられている。また第21櫃に納められた狼毒と冶葛は毒薬だと考えられる。なお産地については中国大陸、トルコ、ペルシャ及び東南アジアから取り寄せられた舶来品と考えられる。戦後2度行われた調査により60種のうち38種は現存が確認されており、科学的な調査が行われた。現存しない薬物は使い切ったか何らかの理由で失われたものと考えられる。種々薬帳に記載された薬物は「帳内薬物」と呼ばれ、他の薬物と区別される。種々薬帳に記載されている薬物について以下にまとめる。
| 記載順位 | 薬物名     | 読み               | 状態         | 収納櫃番号 | 説明                                                                                     |
| -------- | ---------- | ------------------ | ------------ | ---------- | ---------------------------------------------------------------------------------------- |
| 1        | 麝香       | じゃこう           | 現存         | 第1櫃      | ジャコウジカの性分泌嚢の内容物                                                           |
| 2        | 犀角       | さいかく           | 非現存       | 第1櫃      | インドサイの角か。3との違いは不明                                                        |
| 3        | 犀角       | さいかく           | 非現存       | 第1櫃      | インドサイの角か。2との違いは不明                                                        |
| 4        | 犀角器     | さいかくき         | 現存         | 第1櫃      | インドサイの角で作った杯                                                                 |
| 5        | 朴消       | ぼくしょう         | 非現存       | 第1櫃      | 含水硫酸ナトリウムか                                                                     |
| 6        | 蕤核       | ずいかく           | 現存         | 第1櫃      | 扁核木（プリンセピア）の種子                                                             |
| 7        | 小草       | しょうそう         | 現存         | 第1櫃      | イヌキケマン                                                                             |
| 8        | 畢撥       | ひはつ             | 現存         | 第1櫃      | ヒハツの茎と根茎                                                                         |
| 9        | 胡椒       | こしょう           | 現存         | 第1櫃      | コショウの果実                                                                           |
| 10       | 寒水石     | かんすいせき       | 現存         | 第1櫃      | 方解石                                                                                   |
| 11       | 阿麻勒     | あまろく           | 非現存       | 第1櫃      | アムラタマゴノキ（ウルシ科）か                                                           |
| 12       | 菴麻羅     | あんまら           | 現存         | 第1櫃      | アンマロクユカンの果実と種子                                                             |
| 13       | 黒黄連     | こくおうれん       | 現存         | 第1櫃      | コオウレンの根茎                                                                         |
| 14       | 元青       | げんせい           | 非現存       | 第1櫃      | ツチハンミョウ科アオハンミョウ属の昆虫か                                                 |
| 15       | 青葙草     | せいしょうそう     | 非現存       | 第1櫃      | ノゲイトウの茎と葉か                                                                     |
| 16       | 白皮       | はくひ             | 非現存       | 第1櫃      | シランの球根か                                                                           |
| 17       | 理石       | りせき             | 現存         | 第1櫃      | 繊維状石膏。主成分は炭酸カルシウム                                                       |
| 18       | 禹餘粮     | うよりょう         | 非現存       | 第1櫃      | 褐鉄鉱質の皮殻に内包される鉄分の少ない粘土か                                             |
| 19       | 大一禹餘粮 | たいいちうよりょう | 皮殻のみ現存 | 第1櫃      | 褐鉄鉱質の皮殻に内包される鉄分の多い粘土か                                               |
| 20       | 龍骨       | りゅうこつ         | 現存         | 第1櫃      | 鹿の角の化石                                                                             |
| 21       | 五色龍骨   | ごしきりゅうこつ   | 非現存       | 第1櫃      | 鹿の化石か                                                                               |
| 22       | 白龍骨     | はくりゅうこつ     | 現存         | 第1櫃      | 鹿の四肢、歯、角の化石                                                                   |
| 23       | 龍角       | りゅうかく         | 現存         | 第1櫃      | 鹿の角の化石                                                                             |
| 24       | 五色龍歯   | ごしきりゅうし     | 現存         | 第1櫃      | ナウマンゾウの臼歯                                                                       |
| 25       | 似龍骨石   | にりゅうこつせき   | 現存         | 第1櫃      | 化石木か。明治期に鉱石として纏められた為、該当薬か不確実                                 |
| 26       | 雷丸       | らいがん           | 現存         | 第1櫃      | ライガン（サルノコシカケ科）の菌核                                                       |
| 27       | 鬼臼       | ききゅう           | 現存         | 第1櫃      | マルバタマノカンザシ（ユリ科）の根茎                                                     |
| 28       | 青石脂     | せいせきし         | 非現存       | 第1櫃      | 青みを帯びた粘土か                                                                       |
| 29       | 紫鑛       | しこう             | 現存         | 第1櫃      | ラックカイガラムシ（カイガラムシ上科）の分泌物                                           |
| 30       | 赤石脂     | しゃくせきし       | 現存         | 第1櫃      | 赤みを帯びた粘土。主成分は二酸化ケイ素、酸化アルミニウム                                 |
| 31       | 鍾乳床     | しょうにゅうしょう | 現存         | 第2櫃      | 鍾乳石。主成分は炭酸カルシウム                                                           |
| 32       | 檳榔子     | びんろうじ         | 現存         | 第2櫃      | ビンロウの種子                                                                           |
| 33       | 宍縦容     | にくじゅよう       | 非現存       | 第2櫃      | ホンオニクの肉質の茎か                                                                   |
| 34       | 巴豆       | はず               | 現存         | 第2櫃      | ハズの種子                                                                               |
| 35       | 無食子     | むしょくし         | 現存         | 第2櫃      | インクフシバチ（フシバチ科）がモッショクジュ（カシ属）に寄生してできる虫癭               |
| 36       | 厚朴       | こうぼく           | 現存         | 第2櫃      | 一般にモクレン属の植物を指すが、現存するものは異なる。詳細不明                           |
| 37       | 遠志       | おんじ             | 現存         | 第2櫃      | イトヒメハギの根                                                                         |
| 38       | 呵梨勒     | かりろく           | 現存         | 第2櫃      | ミロバランノキ（シクンシ科）の果実                                                       |
| 39       | 桂心       | けいしん           | 現存         | 第3～5櫃   | ケイ（クスノキ科）の樹皮                                                                 |
| 40       | 芫花       | げんか             | 現存         | 第6～8櫃   | フジモドキ（ジンチョウゲ科）の花蕾                                                       |
| 41       | 人参       | にんじん           | 現存         | 第9～11櫃  | チョウセンニンジンの根                                                                   |
| 42       | 大黄       | だいおう           | 現存         | 第12～14櫃 | ダイオウの根茎                                                                           |
| 43       | 臈蜜       | ろうみつ           | 現存         | 第15・16櫃 | トウヨウミツバチの巣を加熱して得る蜂蜜                                                   |
| 44       | 甘草       | かんぞう           | 現存         | 第17～19櫃 | カンゾウの根                                                                             |
| 45       | 芒消       | ぼうしょう         | 現存         | 第20櫃     | 含水硫酸マグネシウム                                                                     |
| 46       | 蔗糖       | しょとう           | 非現存       | 第20櫃     | サトウキビから得られる砂糖                                                               |
| 47       | 紫雪       | しせつ             | 非現存       | 第20櫃     | 17種の生薬からなる配合薬                                                                 |
| 48       | 胡同律     | こどうりつ         | 現存         | 第20櫃     | 植物性（胡楊か）の樹脂                                                                   |
| 49       | 石塩       | せきえん           | 非現存       | 第20櫃     | 岩塩の一種。主成分は塩化ナトリウム                                                       |
| 50       | 猬皮       | いひ               | 非現存       | 第20櫃     | ハリネズミの皮か                                                                         |
| 51       | 新羅羊脂   | しらぎようし       | 非現存       | 第20櫃     | 新羅産の羊の脂か                                                                         |
| 52       | 防葵       | ぼうき             | 非現存       | 第20櫃     | セリ科の植物か                                                                           |
| 53       | 雲母粉     | うんもふん         | 現存         | 第20櫃     | ケイ酸塩鉱物。                                                                           |
| 54       | 蜜陀僧     | みつだそう         | 非現存       | 第20櫃     | 一酸化鉛か                                                                               |
| 55       | 戎塩       | じゅえん           | 現存         | 第20櫃     | 石膏、硫酸ナトリウム、食塩、塩化カリウム、ホウ酸マグネシウム、石英、ケイ酸塩などの混合物 |
| 56       | 金石陵     | きんせきりょう     | 非現存       | 第20櫃     | 朴消、石膏、凝水石、芒消の配合薬か                                                       |
| 57       | 石水氷     | せきすいひょう     | 非現存       | 第20櫃     | 朴消、滑石、石膏、凝水石、玉泉石などの配合薬か                                           |
| 58       | 内薬       | ないやく           | 非現存       | 第20櫃     | 詳細不明                                                                                 |
| 59       | 狼毒       | ろうどく           | 非現存       | 第21櫃     | クワズイモ、マルミノウルシ（トウダイグサ科）、瑞香狼毒（ジンチョウゲ科）のいずれかか     |
| 60       | 冶葛       | やかつ             | 現存         | 第21櫃     | 胡蔓藤の根                                                                               |

## 屏風花氈等帳

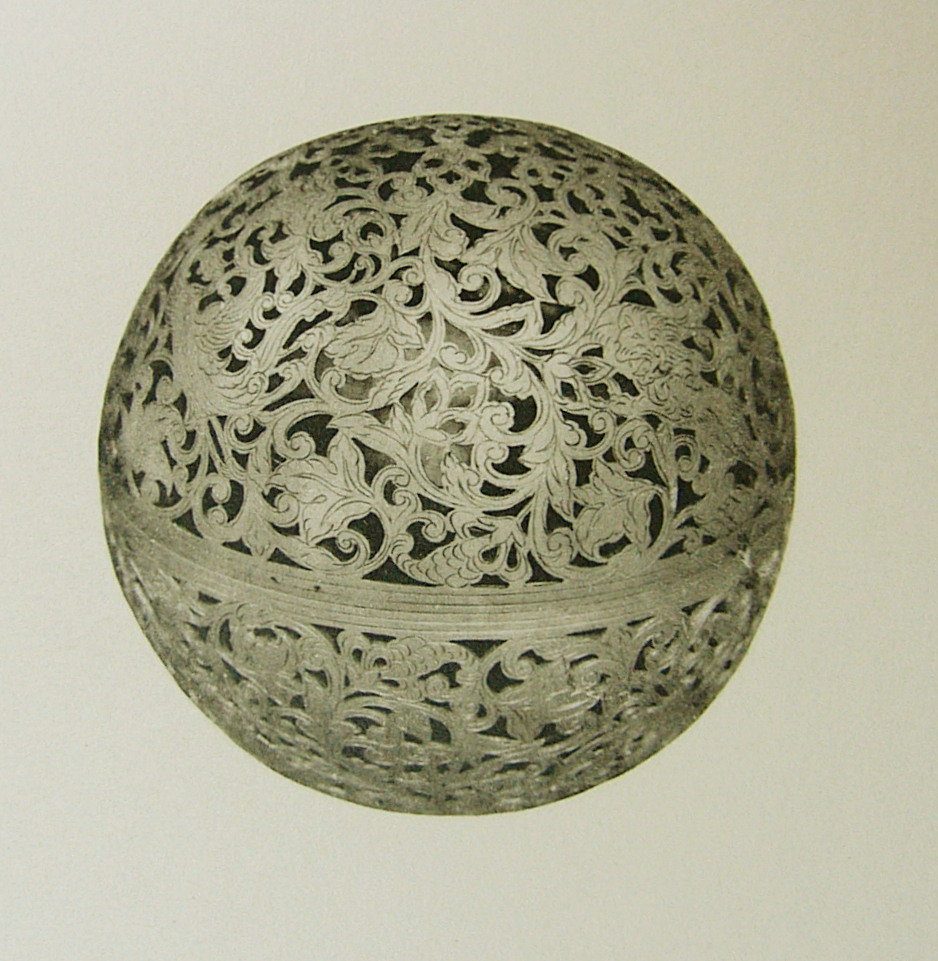
銀薫炉

屏風花氈等帳（びょうぶかせんとうちょう）は天平勝宝8歳（756年）7月26日に東大寺に献納された宝物の目録である。先立つ同年7月17日の光明皇后による勅によって改めて宝物の再調査が行われ、見つけ出された宝物で屏風2具24扇、花氈60床、銀薫炉などが記されている。通称は目録に挙げられた宝物に由来する。
本紙2張を貼りついでおり、縦27.3cm、全長は63cmで、軸端に撥型の桑木をあしらった軸に巻かれている。紙面に捺された天皇玉璽の総数は19顆に及ぶ。書について神田は「『国家珍宝帳』のものに似る当代最新の書法であるが、王羲之の文字に誤りがあり写経生によるものか」としている。また願文に相当する文章がなく作成の経緯が記されるのみであることから『国家珍宝帳』の補足であったと考えられる。なお、花氈は北倉に31枚が現存するが献納帳に記載された花氈と同一か否かについては説が分かれている。

## 大小王真跡帳
大小王真跡帳（だいしょうおうしんせきちょう）は天平宝字2年（758年）6月1日に東大寺に献納された宝物の目録である。記されているのは大小王真跡書の一巻のみで、通称もそれに由来する。
本紙2張を貼りついでおり、縦27.4cm、全長は88cmで、軸端に棒型の緑瑠璃をあしらった軸に巻かれている。紙面に捺された天皇玉璽の総数は18顆に及ぶ。書について神田は「非常に気品が高い名筆」としている。大小王とは書聖といわれた王羲之とその子王献之の事で、願文には「代々伝わり聖武天皇も好んだ大小王の書を盧舎那仏に献上する」とある。なお、大小王真跡書は嵯峨天皇の時代に持ち出されて現存しないが、王羲之の書が9行77字、王献之の書が10行99字であったと記されている。

## 藤原公真跡屏風帳
藤原公真跡屏風帳（ふじわらこうしんせきびょうぶちょう）は天平宝字2年（758年）10月1日に東大寺に献納された宝物の目録である。記されているのは藤原不比等の書を貼った屏風2帖のみで、通称もそれに由来する。
本紙は1紙のみで、縦28.8cm、全長85.5cmで、軸端に撥型の緑瑠璃をあしらった軸に巻かれている。紙面に捺された天皇玉璽の総数は18顆に及ぶ。巻物に仕立て上げられているが、料紙を折って筋目をつけている事が他の4通と異なる。書について神田は「『大小王真跡帳』の筆者と同一」としている。願文には「光明皇后の珍財を盧舎那仏に奉献する」とあり聖武天皇との所縁が確認できない。故にこの屏風は光明皇后が尊敬する父不比等の書を私的に献納したか、不比等の冥福を祈った献納とする説がある。なお、この屏風は現存していない。